# Kazimierz Steier
Franciszek Kazimierz Steier (ur. 4 marca 1870 w Przemyślu, zm. 23 sierpnia 1958 tamże) – doktor medycyny, tytularny generał brygady Wojska Polskiego.

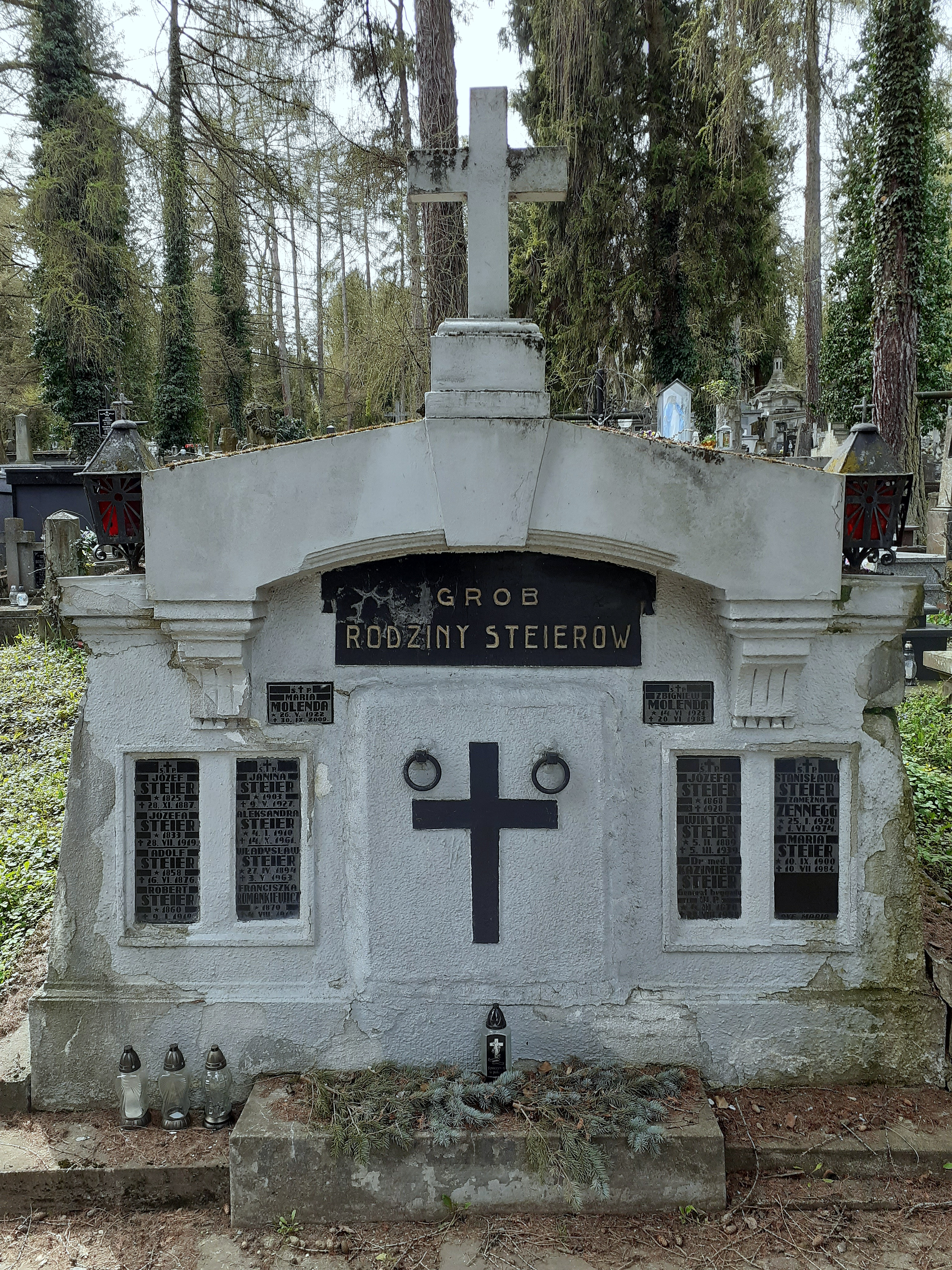
Grobowiec rodzinny gen. Kazimierza Steiera

## Życiorys
Urodził się 4 marca 1870 roku w Przemyślu, w rodzinie Józefa i Józefy z Romankiewiczów. Kształcił się w Przemyślu, gdzie w 1888 ukończył gimnazjum. W 1897 roku ukończył studia na Wydziale Lekarskim Uniwersytetu Jagiellońskiego w Krakowie, jako stypendysta wojskowy i został lekarzem wojskowym w cesarskiej i królewskiej armii w 1894 roku. Służył w jednostkach liniowych w Przemyślu. W 1899 roku pełnił służbę w c. i k. 29 pułku artylerii dywizyjnej w Jarosławiu. W 1907 roku pełnił służbę w c. i k. 8 Galicyjskim pułku ułanów stacjonującym wówczas w Tarnopolu i Zborowie. W lutym 1914 roku pełnił służbę Komendzie Okręgu Uzupełnień Czerniowce, pozostając w ewidencji tamtejszego c. i k. 41 pułku piechoty.
W czasie I wojny światowej dowódca kompanii sanitarnej na froncie serbskim, potem komendant szpitali polowego i zakaźnego.
Z dniem 9 stycznia 1919 roku został przydzielony na stanowisko komendanta Szpitala Załogi w Przemyślu. 27 stycznia 1919 roku został formalnie przyjęty do Wojska Polskiego z byłej armii austro-węgierskiej, z zatwierdzeniem posiadanego stopnia podpułkownika ze starszeństwem od dnia 1 maja 1917 roku. Następnie był szefem sanitarnym Obozu Warownego „Brześć”. Latem 1920 roku został przeniesiony ze stanowiska szefa sanitarnego Ekspozytury Dowództwa Okręgu Generalnego „Lublin” w Kowlu do kompanii zapasowej sanitarnej Dowództwa Okręgu Generalnego „Warszawa” na stanowisko dowódcy. Później do 1921 roku komendant Obozu Izolacyjnego w Dęblinie. 3 maja 1922 roku został zweryfikowany w stopniu pułkownika ze starszeństwem z dniem 1 czerwca 1919 roku i 10. lokatą w korpusie oficerów sanitarnych, w grupie lekarzy, a jego oddziałem macierzystym była wówczas kompania zapasowa sanitarna Nr 2. W latach 1922–1927 szef sanitarny Dowództwa Okręgu Korpusu Nr IV w Łodzi.
5 lutego 1927 roku Prezydent RP mianował go generałem brygady, wyłącznie z prawem do tytułu, z dniem przeniesienia w stan spoczynku – 30 kwietnia 1927 roku. Po zakończeniu służby wojskowej mieszkał w Przemyślu przy ulicy Grodzkiej 6 i tam prowadził praktykę lekarską.
Zmarł 23 sierpnia 1958 roku i został pochowany na cmentarzu Głównym (kwatera 21A-1-6).

## Awanse
- starszy lekarz (niem. Oberarzt) - 1894[11]
- lekarz pułku 2. klasy (niem. Regimentsarzt 2. Klasse) - 1 maja 1897[12]
- lekarz pułku 1. klasy (niem. Regimentsarzt 1. Klasse) - 1900[13]
- lekarz sztabowy (niem. Stabsarzt) - 1 maja 1913[14]
- starszy lekarz sztabowy 2. klasy (niem. Oberstabsartzt 2. Klasse) - 1 maja 1917[15][16]
- pułkownik - 1920, zweryfikowany 3 maja 1922 ze starszeństwem z dniem 1 czerwca 1919
- generał brygady - 30 kwietnia 1927

## Ordery i odznaczenia
- Krzyż Rycerski Orderu Franciszka Józefa z mieczami i dekoracją wojenną (Austro-Węgry)[15]
- Srebrny Medal Zasługi Wojskowej na wstędze Krzyża Wojskowego (Austro-Węgry)[15]
- Brązowy Medal Zasługi Wojskowej na wstędze Krzyża Wojskowego (Austro-Węgry)[15]
- Złoty Krzyż Zasługi z Koroną (Austro-Węgry)[15]
- Medal Jubileuszowy Pamiątkowy dla Sił Zbrojnych i Żandarmerii (Austro-Węgry)[15]
- Krzyż Jubileuszowy Wojskowy (Austro-Węgry)[15]
- Krzyż Pamiątkowy Mobilizacji 1912–1913 (Austro-Węgry)[15]